# Cathrine Raben Davidsen
Cathrine Thereze Raben Davidsen er en dansk kunstner, som lever og bor i København. Cathrine Raben Davidsen er født i København, Danmark. Hendes arbejde er repræsenteret i adskillige fremtrædende museumssamlinger og institutioner, herunder Statens Museum for Kunst, Horsens Kunstmuseum, Ny Carlsbergfondet, KUNSTEN Museum of Modern Art, Trapholt  Museum for Moderne Kunst og Design. Hun har lavet kostumer og scenografi for Den Kongelige Danske Ballet og er blevet tildelt mange prestigefyldte præmieringer og legater såsom Anne Marie Telmányi født Carl-Nielsens Fond, H.H. Bruuns hæderslegat, Niels Wessel Bagges Kunstfond og Statens Kunstfond. I 2015 blev hun udnævnt til Ridder af Dannebrog af Dronning Margrethe 2.

## Uddannelse
Cathrine Raben Davidsen gik på Det Kongelige Danske Kunstakademi, København, Danmark fra 1996-2003, Den Haag, Holland fra 1995-1996, Københavns Universitet, fra 1994-1995 og Instituto d´Arte, Lorenzo de Medici, Firenze, Italien fra 1991-1992.

## Eksterne links
- Websted